# Al MacInnis
Allan „Al“ MacInnis (* 11. Juli 1963 in Inverness, Nova Scotia) ist ein ehemaliger kanadischer Eishockeyspieler, der im Verlauf seiner aktiven Karriere zwischen 1980 und 2004 unter anderem 1593 Spiele für die Calgary Flames und St. Louis Blues in der National Hockey League auf der Position des Verteidigers bestritten hat. Seine größten Karriereerfolge feierte MacInnis, der im Jahr 2007 in die Hockey Hall of Fame aufgenommen wurde, in Diensten der Calgary Flames mit dem Gewinn des Stanley Cups im 1989 sowie dem Olympiasieg mit der kanadischen Nationalmannschaft bei den Olympischen Winterspielen 2002. Einen größeren Bekanntheitsgrad erlangte er darüber hinaus aufgrund seines harten Schlagschusses.

## Karriere
Al MacInnis begann seine professionelle Jugendkarriere in der Saison 1979/80, als er seine Heimat in Richtung Saskatchewan verließ, um für die Regina Pat Blues in der Saskatchewan Junior Hockey League (SJHL) zu spielen. Im Jahr darauf wechselte er in die OHL, einer der drei renommierten Jugendligen Nordamerikas, zu den Kitchener Rangers.
Er wurde von den Calgary Flames in der ersten Runde beim NHL Entry Draft 1981 (als 15. Pick insgesamt) gezogen, aber nur sporadisch eingesetzt, weshalb er weiterhin für die Kitchener Rangers spielte. Mit ihnen sollte er 1982 auch den Memorial Cup gewinnen und ins Memorial Cup First All-Star Team gewählt werden. 1982 und 1983 wurde er auch fürs OHL First All-Star-Team nominiert und erhielt 1983 zum Abschluss seiner Juniorenkarriere als bester Verteidiger der OHL die Max Kaminsky Trophy.
1983/84 gelang ihm dann der Durchbruch bei den Calgary Flames und das nicht zuletzt aufgrund seines harten Schlagschusses.
Dieser wurde zum gefürchteten Element MacInnis’ Spielstils, als er am 17. Januar 1984 in einem Spiel gegen die St. Louis Blues aus dem Mitteldrittel abzog, der Puck die Maske des gegnerischen Torhüters Mike Liut zerschlug und danach ins Tor kullerte. Seither wird MacInnis mit dem härtesten Schlagschuss der Liga assoziiert.
Damit konnte er sich auch endgültig vom Farmteam der Flames, den Colorado Flames, für die er die Saison 1983/84 begann, loslösen. Bereits in dieser (seiner offiziellen Rookiesaison) brachte es MacInnis auf 45 Punkte in nur 51 Spielen, welches verhältnismäßig gut für einen Verteidiger ist. 1986 erreichte er erstmals mit den Calgary Flames das Stanley Cup Finale, das allerdings mit 1:4 Siegen an die Montréal Canadiens ging. 1988 bzw. 1989 gewann MacInnis mit den Calgary Flames die Presidents’ Trophy.
1989 klappte es dann für die Flames und Al MacInnis auch mit dem Stanley Cup (abermals gegen die Canadiens). Er selbst hatte den wesentlichsten Anteil zum Sieg beigetragen und erhielt dafür auch als wertvollster Spieler der Playoffs die Conn Smythe Trophy. Dieser Stanley-Cup-Sieg sollte der einzige in MacInnis’ Karriere bleiben.
1991 erreichte er 28 Tore und 75 Assists und überschritt die 100-Punkte-Marke. Er ist damit (zusammen mit Brian Leetch, Bobby Orr und Paul Coffey) einer der nur vier NHL-Verteidiger die dieses Kunststück bisher schafften, verlor aber das Rennen um die James Norris Memorial Trophy in jener Saison gegen Ray Bourque. Im selben Jahr gewann er mit Team Canada den Canada Cup.
Nach 13 Jahren mit den Flames wurde Al MacInnis während des Rookie Drafts 1994 zusammen mit Calgary Draft Pick Nr. 4 im Austausch gegen Phil Housley und jeweils einen Zweitrundendraftpick im 96er und 97er Draft zu den St. Louis Blues transferiert. Er hält noch bis heute in der ewigen Wertung der Flames den ersten Platz in den Kategorien Spiele (803) und Assists (609) und den zweiten Platz in der Kategorie Punkte (822).
In seiner ersten Saison in St. Louis spielte MacInnis mit Superstar Wayne Gretzky und mit seinem ehemaligen Teamkollegen bei Calgary, Brett Hull in einer Reihe. Wayne Gretzky verließ das Team aber schon im darauf folgenden Jahr. In der Saison 1998/99 wurde Al MacInnis für seine Mühen belohnt und ihm wurde (nach dem missglückten Versuch NHL 1990/91) endlich die James Norris Memorial Trophy verliehen.
Die darauf folgende Saison verlief hervorragend für die St. Louis Blues und MacInnis gewann mit ihnen die dritte Presidents’ Trophy seiner Karriere. In der Saison 2001/02 übernahm MacInnis für den Verletzten Chris Pronger die Kapitänsbinde. Mit Team Canada gewann MacInnis 2002 Gold bei den Olympischen Winterspielen in Salt Lake City. Er erreichte in diesem Jahr auch den ersten Platz in der Punktewertung der Verteidiger in der gesamten NHL. Im Oktober 2003 zog sich der talentierte Verteidiger eine Augenverletzung zu. Es sollte sein letztes Spiel in der National Hockey League sein, denn im Herbst 2005 gab Macinnis nach dem NHL-Lockout 2004/05 seinen Rücktritt bekannt. Damit belegt er im ewigen Ranking der St. Louis Blues unter den Verteidigern in allen Kategorien Platz eins.
Insgesamt erzielte MacInnis in 1.416 Spielen seiner Karriere 340 Tore und 934 Assists; insgesamt 1.274 Punkte. In der ewigen Rangliste der NHL belegt er damit unter den Verteidigern in den Kategorien Tore, Vorlagen und Punkte jeweils Platz 3. Er bewies auch ein starkes Durchhaltevermögen, denn nur vier Spieler absolvierten in ihrer Karriere mehr Spiele in der NHL als Al MacInnis.
Die St. Louis Blues sperrten seine Rückennummer 2 am 6. April 2006 als fünfte in der Klubgeschichte. Den Blues bleibt er als Vice President of Hockey Operations erhalten. Am 12. November 2007 wurde Al MacInnis in die Hockey Hall of Fame aufgenommen.

## Erfolge und Auszeichnungen
| - 1981 J.-Ross-Robertson-Cup-Gewinn mit den Kitchener Rangers - 1982 J.-Ross-Robertson-Cup-Gewinn mit den Kitchener Rangers - 1982 OHL First All-Star Team - 1982 Memorial-Cup-Gewinn mit den Kitchener Rangers - 1982 Memorial Cup All-Star Team - 1983 Max Kaminsky Trophy - 1983 OHL First All-Star Team - 1985 Teilnahme am NHL All-Star Game - 1987 NHL Second All-Star Team - 1988 Teilnahme am NHL All-Star Game - 1989 Stanley-Cup-Gewinn mit den Calgary Flames - 1989 Conn Smythe Trophy - 1989 NHL Second All-Star Team - 1990 Teilnahme am NHL All-Star Game - 1990 NHL First All-Star Team - 1991 Teilnahme am NHL All-Star Game | - 1991 NHL First All-Star Team - 1992 Teilnahme am NHL All-Star Game - 1994 Teilnahme am NHL All-Star Game - 1994 NHL Second All-Star Team - 1996 Teilnahme am NHL All-Star Game - 1997 Teilnahme am NHL All-Star Game - 1998 Teilnahme am NHL All-Star Game - 1999 Teilnahme am NHL All-Star Game - 1999 James Norris Memorial Trophy - 1999 NHL First All-Star Team - 2000 Teilnahme am NHL All-Star Game - 2001 Teilnahme am NHL All-Star Game (verletzungsbedingte Absage) - 2003 Teilnahme am NHL All-Star Game - 2003 NHL First All-Star Team - 2007 Aufnahme in die Hockey Hall of Fame |

### International
- 1991 Goldmedaille beim Canada Cup
- 1991 All-Star-Team des Canada Cup
- 2002 Goldmedaille bei den Olympischen Winterspielen

## Karrierestatistik

### International
Vertrat Kanada bei:
- Weltmeisterschaft 1990
- Canada Cup 1991
- Olympischen Winterspielen 1998
- Olympischen Winterspielen 2002

(Legende zur Spielerstatistik: Sp oder GP = absolvierte Spiele; T oder G = erzielte Tore; V oder A = erzielte Assists; Pkt oder Pts = erzielte Scorerpunkte; SM oder PIM = erhaltene Strafminuten; +/− = Plus/Minus-Bilanz; PP = erzielte Überzahltore; SH = erzielte Unterzahltore; GW = erzielte Siegtore; 1 Play-downs/Relegation; Kursiv: Statistik nicht vollständig)